# Formica parvula
Formica parvula é uma espécie de formiga do gênero Formica, pertencente à subfamília Formicinae.